# ویرجینیا لوئیز تریمبل
ویرجینیا لوئیز Trimble (انگلیسی: Virginia Louise Trimble؛ زادهٔ ۱۵ نوامبر ۱۹۴۳) دانشمند در زمینه اخترفیزیک اهل ایالات متحده آمریکا است.